# Солдатов, Валентин Васильевич
Валенти́н Васи́льевич Солда́тов (10 августа 1926 — 17 апреля 2015) — советский дипломат. Чрезвычайный и полномочный посол.

## Биография
Служил на крейсере «Калинин», был заместителем секретаря парткома на Ленинградском металлическом заводе им. XXII съезда КПСС. На дипломатической работе с 1963 года.
- В 1964—1968 годах — сотрудник Посольства СССР в Руанде.
- В 1968—1970 годах — сотрудник центрального аппарата МИД СССР.
- В 1970—1971 годах — советник Посольства СССР в Бурунди.
- В 1971—1973 годах — сотрудник центрального аппарата МИД СССР.
- В 1973—1975 годах — советник Посольства СССР в Гвинее.
- В 1975—1979 годах — советник-посланник Посольства СССР в Гвинее.
- В 1979—1986 годах — на ответственной работе в центральном аппарате МИД СССР.
- С 13 января 1986 по 1 февраля 1988 года — чрезвычайный и полномочный посол СССР в Республике Заир[1].

## Награды
- Орден Отечественной войны II степени.
- Юбилейная медаль «Сорок лет Победы в Великой Отечественной войне 1941—1945 гг.».
- Почётная грамота Президиума Верховного Совета РСФСР.